# 島田伸也
島田 伸也（しまだ しんや、1945年5月15日 - 2016年11月20日）は、高知県高知市出身のプロ野球選手（内野手）、競輪選手（選手登録番号8191）。

## 来歴・人物
高知市立高知商業高等学校では、1963年夏の甲子園県予選決勝に進出するが、エース有藤通世を擁する高知高に敗退。1964年に西鉄ライオンズに入団した が、一軍出場は1966年の1試合のみで、同年限りで退団した。
その後、日本競輪学校第26期生 となり、同校の卒業記念レースで2位に入った。
1969年5月10日、高知競輪場でデビューし、初勝利も同日。また、後2日間も勝ち、デビュー場所で完全優勝を果たした。
1996年8月22日選手登録削除。通算戦績1533戦388勝。
競輪選手を引退後は、高知県の南東部に「サテライト安田」、続いてJR徳島駅の近くの「サテライト徳島」の設立に全力注ぎ、両場外の社長となった（晩年は徳島のみ）。
2016年、死去。

## 詳細情報

### 年度別打撃成績
| 年 度     | 球 団     | 試 合 | 打 席 | 打 数 | 得 点 | 安 打 | 二 塁 打 | 三 塁 打 | 本 塁 打 | 塁 打 | 打 点 | 盗 塁 | 盗 塁 死 | 犠 打 | 犠 飛 | 四 球 | 敬 遠 | 死 球 | 三 振 | 併 殺 打 | 打 率 | 出 塁 率 | 長 打 率 | O P S |
| --------- | --------- | ----- | ----- | ----- | ----- | ----- | -------- | -------- | -------- | ----- | ----- | ----- | -------- | ----- | ----- | ----- | ----- | ----- | ----- | -------- | ----- | -------- | -------- | ----- |
| 1966      | 西鉄      | 1     | 1     | 1     | 0     | 0     | 0        | 0        | 0        | 0     | 0     | 0     | 0        | 0     | 0     | 0     | 0     | 0     | 1     | 0        | .000  | .000     | .000     | .000  |
| 通算：1年 | 通算：1年 | 1     | 1     | 1     | 0     | 0     | 0        | 0        | 0        | 0     | 0     | 0     | 0        | 0     | 0     | 0     | 0     | 0     | 1     | 0        | .000  | .000     | .000     | .000  |

### 背番号
- 52（1964年 - 1966年）